# Верещук, Ирина Андреевна
Ири́на Андре́евна Верещу́к (укр. Ірина Андріївна Верещук; род. 30 ноября 1979, Рава-Русская, Львовская область) — украинский государственный деятель, заместитель руководителя Офиса президента Украины с 8 сентября 2024 года.
Вице-премьер — министр по вопросам реинтеграции временно оккупированных территорий Украины (4 ноября 2021 — 5 сентября 2024). Народный депутат Верховной рады Украины IX созыва (29 августа 2019 — 4 ноября 2021) от партии «Слуга народа» (№ 29 в списке); представитель правительства в Верховной раде Украины с 4 сентября по 15 ноября 2019 года; член Комитета Верховной рады Украины по вопросам национальной безопасности и обороны, глава подкомитета по вопросам государственной безопасности и обороны. В 2010—2015 годах была городской головой (мэром) Равы-Русской.

## Биография
Родилась 30 ноября 1979 года в Раве-Русской. Есть сестра.

### Образование
В 1997 году окончила Рава-Русскую среднюю школу-интернат с золотой медалью.
С 1997 по 2002 год училась в военном институте при Национальном университете «Львовская политехника», который окончила с отличием по специальности «Международная информация», получила квалификацию специалиста по международной информации — референта-переводчика, офицера военного управления тактического уровня (лейтенант).
В 2002—2006 годах училась на юридическом факультете Львовского национального университета имени Ивана Франко по специальности «правоведение».
С 2008 по 2010 год была слушателем во Львовском региональном институте государственного управления Национальной академии государственного управления при президенте Украины. По результатам обучения летом 2009 года проходила стажировку в Секретариате Кабинета министров Украины, после чего была внесена в кадровый резерв работников КМУ, награждена Благодарностью и Почётной грамотой КМУ.
С 2011 года проходила обучение в аспирантуре Львовского регионального института государственного управления Национальной академии государственного управления при президенте Украины, который окончила с отличием. 11 ноября 2015 года защитила диссертацию на тему: «Организационно-правовой механизм совершенствования административно-территориального устройства Украины» (по примеру проведения реформ в Польше) и получила степень кандидата наук по государственному управлению.
В 2015—2016 годах была стипендиатом программы имени Лейна Киркланда польско-американского фонда Свободы. Во время прохождения стажировки продолжила исследования опыта реформ децентрализации в Польше. Успешно защитила дипломную работу в Центре восточноевропейских исследований Варшавского университета на тему: «Участие граждан в осуществлении представительной власти в Польше. Рекомендации для Украины» и получила диплом с отличием. В июле 2016 года получила диплом Национальной школы государственного управления (пол. Krajowa Szkoła Administracji Publicznej).

## Карьера
После окончания военного института 5 лет проходила службу на офицерских должностях в Вооружённых силах Украины (до 2007 года).
С мая 2007 по июнь 2008 года работала юристом Рава-Русского городского совета.
С июня по октябрь 2010 года была заместителем председателя Жолковской РГА по гуманитарным вопросам и внешней политике. В том же году на общественных началах работала директором «Агентства регионального развития „Жолковщина — европейский дом“».
30 октября 2010 года избрана городским главой Равы-Русской. По итогам местных выборов 2010 года Ирина Верещук стала самой молодой женщиной-градоначальником на Украине. 9 ноября того же года приступила к исполнению обязанностей городского главы. На должности городского главы Равы-Русской Ирина Верещук неоднократно заявляла о необходимости децентрализации власти, проведения административно-территориальной реформы на Украине, передачи налогов местным общинам. В частности, местное самоуправлении на Украине в том состоянии, в каком оно находилось, называла «местным самоспасением». Также выступала за предоставление пограничным населённым пунктам права собирать в местные бюджеты сбор за прохождение автомобилей, которые пересекают границу. Как мэр пограничного городка осуществляла активное международное сотрудничество, в частности, с польским городом Томашув-Любельски, гминой Любыче-Крулевской, гминой Телятын. Вместе с войтом гмины Любыча-Крулевская в ноябре 2013 года инициировала создание пешеходно-велосипедного перехода в пункте пропуска «Рава-Русская — Гребенное». За время её пребывания на должности в Раве-Русской впервые реализован ряд проектов с привлечением средств Европейского Союза, в частности, с обеспечением теплоснабжения учебных заведений города.
Неоднократно поддерживала общину города в отстаивании их интересов. В частности, вместе с работниками местных шпалопропиточного, спиртового заводов и лесхоза протестовала против смены руководства предприятий без согласования с коллективом.
После объявления правительством Азарова отказа от подписания Соглашения об ассоциации с ЕС, на следующий день от имени общины Равы-Русской обратилась к Европейскому Союзу с призывом подписать Соглашение об ассоциации отдельно с Равой-Русской, считая официальную позицию властей Украины о приостановлении евроинтеграции не соответствующей интересам территориальных общин.
В апреле 2014 года записала видеообращение к матерям России с призывом не допустить войны.
Баллотировалась в народные депутаты на досрочных выборах 26 октября 2014 года, проиграв в первом туре Владимиру Парасюку.

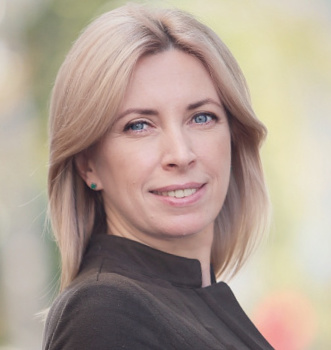
Ирина Верещук в 2016 году

В апреле 2015 года выступила одним из инициаторов и организаторов Социальной платформы «Важен каждый», автором предложений социально-ориентированных реформ, в её составе презентовала программу реформ в разных городах Украины.
С января 2016 года президент Международного центра балтийско-черноморских исследований и консенсусных практик. Цель и стратегия Центра заключается в том, чтобы на современной междисциплинарной научно-гуманитарной основе выявить и сформировать новые консенсусные практики, конструктивные формы и способы взаимоотношений между странами Балтийско-Черноморского региона, основанные на диалоге, доверии, согласии и взаимопонимании. Организационная структура Центра состоит из двух профессиональных блоков: совета старейшин, а также второго блока экспертов, ученых, сотрудничающих с советом старейшин. В состав совета старейшин входят президенты Украины, Польши, Белоруссии, Болгарии, Румынии, Молдавии, Литвы, Латвии, Эстонии и Словении, которые в разные годы возглавляли эти государства, а также Геннадий Бурбулис, Государственный секретарь РСФСР в 1991—1992 годах. Основная цель Совета — выработка стратегии и тактики предупреждения и урегулирования современных системных конфликтов. В 2016—2017 годах Центром был проведён ряд международных форумов и презентаций на различных международных платформах.
В феврале 2016 года получила приглашение и приняла участие в молитвенном завтраке с президентом США в Вашингтоне.
С сентября 2017 года Ирина Верещук является доцентом кафедры политологии Национального педагогического университета имени М. П. Драгоманова.

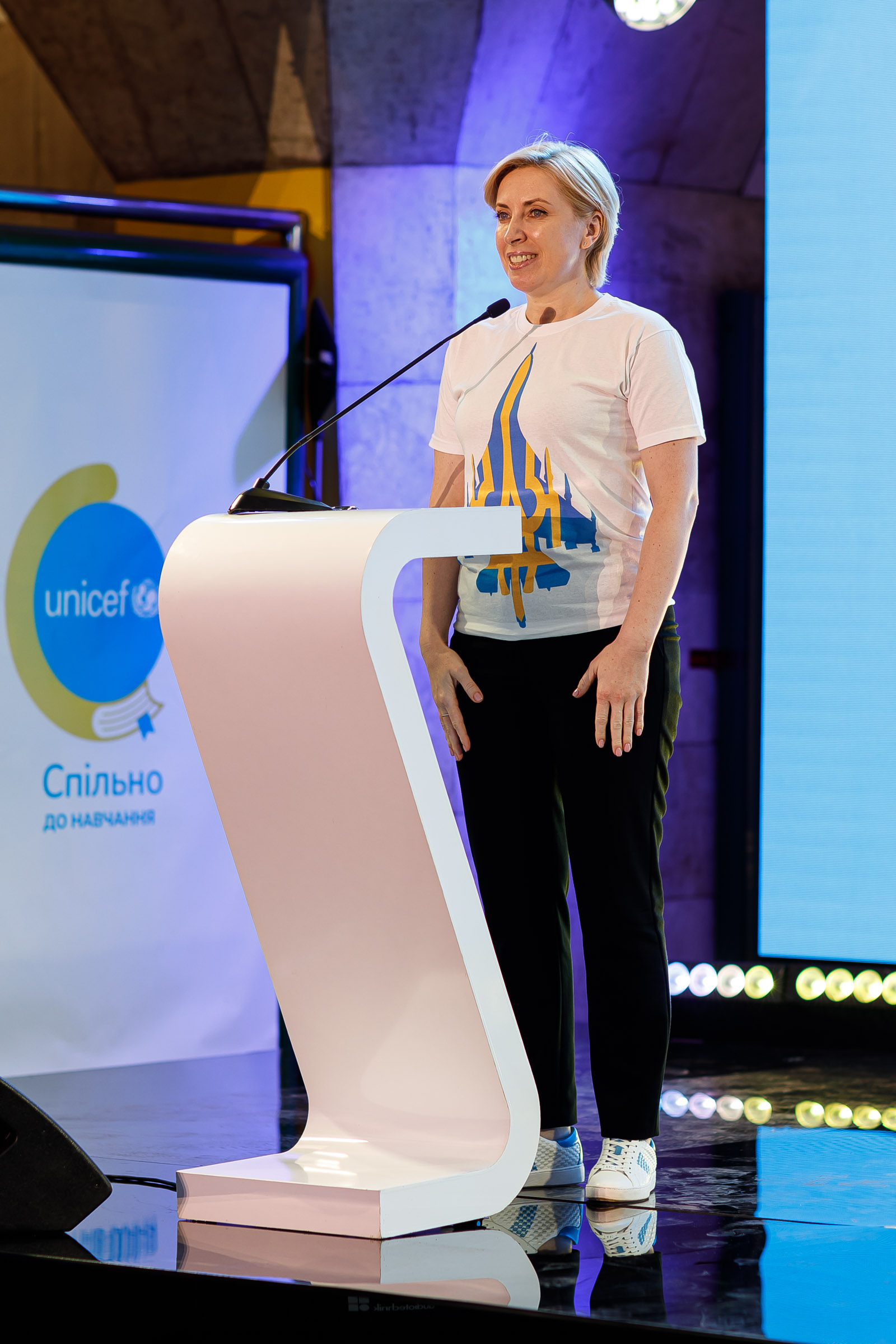
Ирина Верещук на церемонии вручения молодёжных наград UNICEF, 2022 год

16 июля 2020 года при подговке к выборам городского главы Киева в праймериз партии «Слуга народа» Ирина Верещук победила с большим отрывом от других кандидатов. На выборах городского головы, на которых победил Виталий Кличко, Верещук заняла 5 место с результатом 5,44 %. Причиной поражения она назвала низкую оценку работы своей партии и низкую мобилизацию электората.
11 декабря 2020 стала одной из 849 граждан Украины, против которых российским правительством введены санкции.
3 ноября 2021 года фракция правящей партии «Слуга народа» выдвинула Ирину Верещук на пост Вице-премьера — Министра по вопросам реинтеграции временно оккупированных территорий Украины.
3 сентября 2024 года Ирина Верещук написала заявление на увольнение. 5 сентября Верещук была уволена Верховной радой Украины 255 голосами (при 226 необходимых) с должности вице-премьера и министра по вопросам реинтеграции временно оккупированных территорий со второй попытки, после провального голосования 4 сентября из-за нехватки голосов.
8 сентября 2024 года указом президента Украины Владимира Зеленского назначена заместителем руководителя Офиса президента Украины.

## Награды
Награждена Благодарностью и Почётной грамотой Кабинета министров Украины, орденом св. Варвары, орденом св. Почаевской Божьей Матери и орденом св. Николая Чудотворца.
Указом президента Украины № 1093/2011 от 1 декабря 2011 года награждена юбилейной медалью «20 лет независимости Украины».
- Орден «За заслуги» ІІІ степени (23 августа 2022)[29]

## Личная жизнь
Первый супруг Игорь Верещук (поженились в декабре 2003, не проживали вместе с 2008, развелись в 2012). Игорь Верещук возглавлял львовское спецподразделение «Альфы» и, по словам Верещук, «в свободное от работы время» помогал бороться с бандитизмом. От брака есть сын Олег (2004 г.р.), в 2021 году поступил в Киевский политехнический институт
Сожитель — Михаил Викторович Кухаренко, полковник СБУ, сотрудник украинского спецподразделения «Альфа» и соучредитель Международной ассоциации ветеранов подразделения антитеррора «Альфа» во Львовской области.

## Имущество
В собственности у Ирины Верещук 4 квартир: две в Львове (одна совместно с тестем Виктором Кухаренко, вторая — совместно со старшей сестрой Ольгой Смык), одна в Броварах (совместно с свекровью Валентиной Кухаренко), квартира в Раве-Русской. Также ей принадлежат два земельных участка на западе Украины. с 2017 года она арендует квартиру в Киеве на 95 м². и уже в 2020 году получила ещё одну квартиру в Киеве в служебное пользование.
Владеет автомобилем Toyota Camry 2018 года выпуска (куплен в 2018), супруг в 2020 году приобрёл Volkswagen Touareg 2018 года.
Помимо доходов от госслужбы, Ирина Верещук получала деньги от сотрудничества с образовательными и коммерческими структурами. В декларации за 2020 года она указывала, что также получала зарплату в Национальном педагогическом университете имени М. П. Драгоманова и зарплату от работы по совместительству в частном Институте экологии, экономии и права, связанным с экс-депутатом от «Партии регионов» Алексеем Журавко. Также она получала гонорары в фирме «Системтрейд», которая входит в структуры владельца «Мясной гильдии», россиянина Армена Меликяна.

## Критика
В 2019 году президент Украины Владимир Зеленский поручил уволить руководителей полиции и Службы безопасности Житомирской области из-за причастности к схемам по незаконной добыче янтаря. Татьяна Черновол на дебатах обвинила Верещук, что Зеленский бездоказательно обвиняет ветерана АТО, в то время как сама Верещук была одним из учредителей ООО «Украинская янтарная биржа». Она возглавляла компанию с 15 мая 2017 по 27 мая 2019 года и вплоть до банкротства компании владела 22,5 % биржи. Через добычу янтаря Ирина Верещук связана с судьёй Высшего административного суда Украины Николаем Заикой: его супруга Галина Симха — владелица янтародобывающей фирмы "Центр «Солнечное ремесло», директором которой в 2016—2017 годах была Ирина Верещук.
Ирину Верещук неоднократно называли протеже медиамагната Тараса Козака, «правой руки» пророссийского политика Виктора Медведчука, и отмечали её частое появление на телеканалах Козака. Сама Верещук отрицала тесные связи с политиками. Не скрывала своих симпатий Путину, в частности в 2013 году в интервью «Коммерсанту» говорили: «Авторитаризм с демократическим лицом. Но если бы у нас был такой Путин, я бы за него голосовала. Он делает для России хорошо».
В мае 2020 года Ирина Верещук попала в громкий скандал, призвав просить прощения у погибших во время событий в Одессе 2014 года антимайдановцев, пытавшихся создать «Одесскую народную республику».